# Glynis Johnsová
Glynis Johnsová (nepřechýleně Glynis Johns, rodným jménem Glynis Margaret Payne Johns; 5. října 1923, Pretorie, Jihoafrická unie – 4. ledna 2024, Los Angeles, Spojené státy americké) byla britská filmová, televizní i divadelní herečka.

## Životopis
Johnsová se narodila v Pretorii v Jihoafrické unii. Jejím otcem byl Mervyn Johns, velšský herec, který se během druhé světové války proslavil jako hvězda britských filmů. Její matkou byla australská pianistka Alyce Steele-Warehamová.
Na filmovém plátně debutovala v roce 1938 a do popředí se dostala ve 40. letech po její roli Mirandy ve filmu Miranda (1948).
Johnsová byla nominována na Oscara za roli paní Firthové ve filmu The Sundowners (1960). Za roli Teresy Harnishové ve filmu Chapman Report (1962) byla nominována na Zlatý glóbus. Hrála paní Winifred Banksovou ve filmovém muzikálu Mary Poppins (1964).
Získala Cenu Tony pro nejlepší muzikálovou herečku za A Little Night Music (1972), ve kterém v původní produkci hrála Desiree Armfeldtovou.
Johnsová odešla z herectví v roce 1999. Zemřela 4. ledna 2024 v Los Angeles ve Spojené státy americké ve věku 100 let.